# Fischbachtal
Fischbachtal är en kommun i Landkreis Darmstadt-Dieburg i Regierungsbezirk Darmstadt i förbundslandet Hessen i Tyskland. 
Kommunen bildades 31 december 1971 genom en sammanslagning av de tidigare kommunerna Steinau, Billings, Meßbach, Nonrod, Lichtenberg och Niedernhausen.